# Муртазин, Анис Михайлович
Анис Михайлович Муртазин (11 сентября 1939, Карымский район, Читинская область — 30 марта 2009, Таллин) — советский боксёр и тренер по боксу, почётный мастер спорта СССР.

## Биография
Анис Михайлович Муртазин родился 11 сентября 1939 года в Карымском районе Читинской области РСФСР (ныне Забайкальский край, Россия). На родине в средней школе (окончил её в 1958 году), а затем в армии (Дважды Краснознамённый Балтийский флот), имел спортивные разряды по многим видам спорта (бег на короткие дистанции, поднятие тяжестей, плавание, гребля, самбо и другие). По окончании армейской службы в Таллине уже во взрослом возрасте (21 год) начал заниматься боксом под руководством Заслуженного тренера ЭССР Карла Карловича Лемана в спортклубе Балтийского флота. Плоды сильных и серьёзных тренировок не заставили себя долго ждать: 18 июня этого же года он выполняет 1 спортивный разряд, а через год (31 октября 1962 года) выполняет норму мастера спорта СССР (всего через полтора года после начала занятий боксом).
В 1962 году провел 25 поединков. Как рассказывают, легенда советского бокса тяжеловес Николай Королёв сказал ему при вручении золотой медали: «Парень, у тебя впереди блестящее будущее!». На всесоюзном чемпионате спортивного общества «Динамо» занял второе место в первом среднем весе до 71 кг (1963 год; не смог продолжить финальный бой из-за рассечения брови) и первое место во втором среднем весе до 75 кг (1965 год). С 1962 по 1969 год шесть раз участвовал в товарищеских поединках ЭССР с Финляндией и выиграл пять из них. Призёр Летней Спартакиады народов СССР в Москве во втором среднем весе до 75 кг (1967 год, 33-й чемпионат СССР по боксу; занял третье место). 8-кратный чемпион ЭССР по боксу (1963—1964 в первом среднем весе до 71 кг, 1965—1970 во втором среднем весе до 75 кг). Трижды побеждал на чемпионатах Прибалтики. Много лет был участником матчевых встреч Эстония — Ленинград и ни одной встречи не проиграл. Так же выигрывал в матчевых встречах с боксёрами Литовской ССР (1962), Латвийской ССР (1962), Азербайджанской ССР (1962), Узбекиской ССР (1962), Московской области (1963), Казахской ССР (1963), Таджикской ССР (1963), Белорусской ССР (1964), в составе Вооруженных Сил СССР с командой Восточной Германии. Трижды побеждал на первом в ЭССР всесоюзном турнире по боксу памяти эстонского боксёра и тренера Романа Куура, который собирал боксёров со всех союзных республик. За победу на турнире боксёру присваивалось звание мастера спорта СССР по боксу. Отдельные призы вручались победителям в весовой категории до 75 кг, где прославил эстонский бокс Роман Куура. Среди эстонских боксеров только троим удалось получить кубок Куура, а Анису Муртазину приз вручался трижды в 1963, 1964 и 1966. Он почётный мастер спорта СССР с 1966 года. За 10 лет занятий боксом А. Муртазин провел 178 боев и выиграл 170 поединков. Из 22 международных встреч выиграл 21 матч. При этом более 100 матчей завершил нокаутом или явным преимуществом. Клубные друзья шутливо говорили: «камень в перчатках».
Константин Примаков, пятикратный чемпион Эстонии по боксу, неоднократный победитель международных турниров, вместе с А. Муртазиным на выступлениях в Варшаве получавший приз за лучшую технику, вспоминает про одноклубника по «Динамо»: — Многие еще хорошо помнят, как красиво «приземляли» своих соперников на боксёрский ковер Анис Муртазин, «человек-машина», призёр Спартакиады народов СССР, и Владимир Байбаков, мой товарищ по мореходке, превосходный боец с отличным ударом справа. Личный тренер Аниса Муртазина Заслуженный тренер ЭССР К. К. Леман говорил, что такого мастера ближнего боя он не видел. А. Муртазин завершил свою боксёрскую карьеру после победы на чемпионате ЭССР в 1970 году, одолев в непростом финальном поединке Пеэтера Ноппеля. Участвовал в нескольких «боксёрских» эпизодах короткометражного фильма Валентина Куйка 1975 года «Бей в ответ» («Löö vastu»).
Одновременно с активными выступлениями на ринге Анис Муртазин получил высшее образование (в 1968 году окончил Таллинский Политехнический Институт по специальности «инженер-механик», а позже — Высшие тренерские курсы в Москве при институте физической культуры), работал тренером более 30 лет (1971—2009) в таллиннских боксёрских клубах «Динамо», «Калев», «Карл Леман» и сборной Эстонии, его воспитанники (Виктор Никулин, Виталий Колин, Альберт Стариков, Вальдо Тали и др.) получали чемпионские титулы более 70 раз. В 1987 году на Спартакиаде Эстонии у Муртазина было восемь чемпионов. Его вспоминают как человека доброй души: «Надо — поможет, объяснит что и как, когда видит что-то не правильно исполняемое — обязательно поправит!».
Один из его учеников, многократный призёр Эстонии, Руслан Лопухин по примеру своего тренера получил высшее образование тренера-преподавателя и продолжает дело своего наставника, работая тренером по боксу.
В 2001 году Европейская Ассоциация любительского бокса наградила в числе нескольких эстонских тренеров и функционеров бокса Аниса Муртазина памятной золотой медалью.
Умер 30 марта 2009 года, похоронен на Лесном кладбище Таллинна. 21 сентября 2009 года в память об Анисе Муртазине на стене таллиннского дома по адресу Харидузе, 13, в котором легендарный спортсмен жил последние 30 лет, установлена мемориальная доска. В настоящее время его основные победные трофеи хранятся в Музее спорта города Тарту.